# Bawku Municipal District
Der Bawku Municipal District im Nordosten Ghanas gehört zur Upper East Region. Der Distrikt hat eine gemeinsame Grenze mit dem Nachbarländern  Burkina Faso und Togo. 

## Bevölkerung
Kusasi,  Mamprusi, Bissas und Mossi sind die wichtigsten hier vertretenen Ethnien, wobei die Kusasi die Mehrheit der Bevölkerung stellen und die Mamprusi die nächstgrößere Gruppe bilden. Hinzu kommen Migranten aus Burkina Faso und aus dem Süden Ghanas. Die aus dem Süden Zugewanderten arbeiten überwiegend im öffentlichen Dienst. Zwischen Kusasi und Mamprusi ist es in den vergangenen Jahren mehrfach zu Auseinandersetzungen gekommen.
Etwa die Hälfte der Einwohner ist jünger als 19 Jahre.

## Wirtschaft und Infrastruktur
Der Distrikt ist landwirtschaftlich geprägt. Über die Selbstversorgung der Bevölkerung hinaus werden Tomaten, Sojabohnen und Zwiebeln angebaut.
In Bawku befindet sich ein Krankenhaus, das Bawku Municipal Hospital.

## Ortschaften im Distrikt
Zum Bawku Municipal District gehören zahlreiche Ortschaften (communities). Die größten sind hier mit ihrer Einwohnerzahl im Jahr 2010 genannt:
| - Bawku – 60.755 - Mognori – 3.775 - Bador – 2.131 - Baribari – 1.987 - Gozesi – 1.732 - Tambalugo – 1.595 - Zuku – 1.382 | - Nayoko – 1.254 - Kpalugu – 1.197 - Gumukutari – 1.125 - Zemasa – 1.063 - Kuka Megogo (Megoug) – 1.050 - Zuli – 1.033 - Sakpari Baribari – 1.007 |